# Комиссары Временного комитета Государственной Думы
Для управления министерствами Временный комитет Государственной думы 27 февраля 1917 г. назначил 24 комиссара:

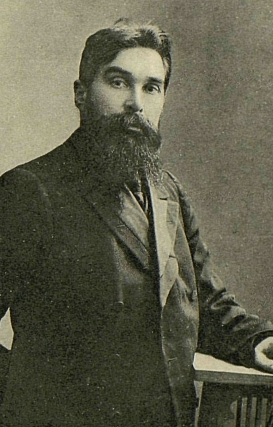
В. И. Дзюбинский — комиссар Временного комитета Государственной Думы

1. Барышников, Александр Александрович — комиссар по Министерству почты и телеграфа.
2. Бубликов, Александр Александрович — комиссар в Министерстве путей сообщения.
3. Волков, Николай Константинович — комиссар в Министерстве земледелия
4. Востротин, Степан Васильевич — комиссар по продовольственным вопросам.
5. Годнев, Иван Васильевич — комиссар в Сенате.
6. Дзюбинский, Владимир Иванович — комиссар на Северном и Юго-Западном фронтах.
7. Караулов, Михаил Александрович — областной комиссар, выехал во Владикавказ.
8. Маклаков, Василий Алексеевич — комиссар в Министерстве юстиции.
9. Пепеляев, Виктор Николаевич — комиссар в Петроградском градоначальстве.
10. Ржевский, Владимир Алексеевич — комиссар в Москве.
11. Савич, Никанор Васильевич — комиссар в Военное и Морское министерства.
12. Сафонов, Пётр Африканович
13. Шульгин, Василий Витальевич — комиссар над Петроградским телеграфным агентством.
14. Шингарёв, Андрей Иванович — возглавил Продовольственную комиссию.